# Coppa Italia 2024-2025 (pallavolo maschile)
La Coppa Italia 2024-2025, 47ª edizione della coppa nazionale di pallavolo maschile, si è svolta dal 29 dicembre 2024 al 26 gennaio 2025: al torneo hanno partecipato otto squadre di club italiane e la vittoria finale è andata per l'ottava volta alla Lube.

## Formula
La formula ha previsto quarti di finale, semifinali e finale.

## Squadre partecipanti
| Squadra            | Qualificazione                           |
| ------------------ | ---------------------------------------- |
| Cisterna           | 7ª al girone di andata Superlega 2024-25 |
| Lube               | 3ª al girone di andata Superlega 2024-25 |
| Modena             | 8ª al girone di andata Superlega 2024-25 |
| Powervolley Milano | 6ª al girone di andata Superlega 2024-25 |
| Sir Safety Perugia | 1ª al girone di andata Superlega 2024-25 |
| Trentino           | 2ª al girone di andata Superlega 2024-25 |
| Verona             | 4ª al girone di andata Superlega 2024-25 |
| You Energy         | 5ª al girone di andata Superlega 2024-25 |

## Torneo

### Tabellone
|  | Quarti di finale | Quarti di finale   | Quarti di finale |        |   | Semifinali         | Semifinali | Semifinali |  |  | Finale | Finale | Finale |  |
|  |                  |                    |                  |        |   |                    |            |            |  |  |        |        |        |  |
|  | 2                | Trentino           | 3                |        |   |                    |            |            |  |  |        |        |        |  |
|  | 2                | Trentino           | 3                |        |   |                    |            |            |  |  |        |        |        |  |
|  | 7                | Cisterna           | 1                |        |   |                    |            |            |  |  |        |        |        |  |
|  | 7                | Cisterna           | 1                |        | 2 | Trentino           | 2          |            |  |  |        |        |        |  |
|  |                  |                    |                  |        | 2 | Trentino           | 2          |            |  |  |        |        |        |  |
|  |                  |                    | 3                | Lube   | 3 |                    |            |            |  |  |        |        |        |  |
|  | 3                | Lube               | 3                | Lube   | 3 | 3                  |            |            |  |  |        |        |        |  |
|  | 3                | Lube               |                  |        |   |                    |            |            |  |  |        |        |        |  |
|  | 6                | Powervolley Milano | 2                |        |   |                    |            |            |  |  |        |        |        |  |
|  | 6                | Powervolley Milano | 2                |        | 3 | Lube               | 3          |            |  |  |        |        |        |  |
|  |                  |                    |                  |        |   |                    |            |            |  |  |        |        |        |  |
|  |                  |                    | 4                | Verona | 2 |                    |            |            |  |  |        |        |        |  |
|  | 1                | Sir Safety Perugia | 4                | Verona | 2 | 3                  |            |            |  |  |        |        |        |  |
|  | 1                | Sir Safety Perugia |                  |        |   |                    |            |            |  |  |        |        |        |  |
|  | 8                | Modena             | 0                |        |   |                    |            |            |  |  |        |        |        |  |
|  | 8                | Modena             | 0                |        | 1 | Sir Safety Perugia | 2          |            |  |  |        |        |        |  |
|  |                  |                    |                  |        | 1 | Sir Safety Perugia | 2          |            |  |  |        |        |        |  |
|  |                  |                    | 4                | Verona | 3 |                    |            |            |  |  |        |        |        |  |
|  | 4                | Verona             | 4                | Verona | 3 | 3                  |            |            |  |  |        |        |        |  |
|  | 4                | Verona             |                  |        |   |                    |            |            |  |  |        |        |        |  |
|  | 5                | You Energy         | 2                |        |   |                    |            |            |  |  |        |        |        |  |

### Risultati

#### Quarti di finale
| 29 dicembre 2024 PalaEvangelisti, Perugia Durata: 1h:32 - Spettatori: 4 208      | Sir Safety Perugia | 3 - 0 | Modena             | 25-20, 27-25, 25-22               |
| 29 dicembre 2024 PalaOlimpia, Verona Durata: 2h:07 - Spettatori: 3 767           | Verona             | 3 - 2 | You Energy         | 25-18, 26-24, 23-25, 21-25, 15-10 |
| 29 dicembre 2024 PalaTrento, Trento Durata: 1h:41 - Spettatori: 3 896            | Trentino           | 3 - 1 | Cisterna           | 25-23, 25-19, 22-25, 25-15        |
| 29 dicembre 2024 PalaCivitanova, Civitanova Marche Durata: 1h:56 - Spettatori: ? | Lube               | 3 - 2 | Powervolley Milano | 25-17, 20-25, 25-16, 21-25, 15-11 |

#### Semifinali
| 25 gennaio 2025 Unipol Arena, Casalecchio di Reno Durata: 2h:01 - Spettatori: ? | Sir Safety Perugia | 2 - 3 | Verona | 25-22, 28-26, 14-25, 19-25, 12-15 |
| 25 gennaio 2025 Unipol Arena, Casalecchio di Reno Durata: 2h:13 - Spettatori: ? | Trentino           | 2 - 3 | Lube   | 26-24, 24-26, 14-25, 25-22, 13-15 |

#### Finale
| 26 gennaio 2025 Unipol Arena, Casalecchio di Reno Durata: 2h:03 - Spettatori: ? | Lube | 3 - 2 | Verona | 26-24, 25-15, 23-25, 21-25, 15-10 |